# Abschreibung auf Umlaufvermögen
Die Abschreibung auf Umlaufvermögen bezeichnet im Rechnungswesen die buchmäßige Erfassung der Wertverluste von Gegenständen im Umlaufvermögen. Das Umlaufvermögen unterliegt im Gegensatz zum Anlagevermögen keiner planmäßigen Abschreibung. Allerdings können außerplanmäßige Abschreibungen notwendig werden. Diese Abschreibungen sind Ausfluss des handelsrechtlich maßgeblichen Vorsichtsprinzips.
Nach Handelsgesetzbuch sind alle Kaufleute verpflichtet, das Umlaufvermögen unter Vornahme von Abschreibungen mit einem niedrigeren Wert in der Bilanz anzusetzen, der sich aus einem Börsen- oder Marktpreis am Bilanzstichtag ergibt. Diese Abschreibungspflicht führt zur Berücksichtigung noch nicht realisierter Verluste in der Handelsbilanz. Steuerrechtlich ist dagegen eine Teilwertabschreibung auf das Umlaufvermögen nur bei einer voraussichtlich dauernden Wertminderung zulässig.

## Handelsrecht
Nach deutschem Handelsrecht sind die Vermögensgegenstände des Umlaufvermögens in der Bilanz mit ihren Anschaffungs- oder den Herstellungskosten anzusetzen (§ 253 Abs. 1 Satz 1 HGB) – jeweils vermindert um die nach Absatz 4 der gleichen Vorschrift bestimmten Abschreibungen.

### Pflicht zur Vornahme der Abschreibung
Die Abschreibungen sind vorzunehmen (Abschreibungspflicht), um die Vermögensgegenstände mit einem niedrigeren Wert anzusetzen, der sich aus dem Börsen- oder Marktpreis zum Abschlussstichtag ergibt. Diese Bestimmung des strengen Niederstwertprinzip führt zur Berücksichtigung noch nicht realisierter Verluste bei der Bewertung.
Bei der Wertermittlung kann eine lange Lagerdauer oder eine Änderung im modischen Geschmack (Ladenhüter) die Wertabschreibung erfordern, wenn die voraussichtlichen Verkaufserlöse die Selbstkosten zuzüglich des durchschnittlichen Unternehmergewinns nicht erreichen. Dabei ist Voraussetzung, dass die Wertminderung mit repräsentativen Aufzeichnungen belegt werden kann.

### Wertermittlung
Für die Ermittlung des beizulegenden Wertes ist je nach Art des Wirtschaftsgutes vom (Kauf-)Preis am Beschaffungsmarkt oder vom (Verkaufs-)Preis am Absatzmarktes auszugehen:
- Bei der Bewertung von Roh-, Hilfs- und Betriebsstoffe wird auf die Wiederbeschaffungskosten abgestellt
- Auch für halbfertige und fertige Erzeugnisse ist der Preis des Beschaffungsmarktes maßgebend, soweit eine Fremdbeschaffung möglich ist
- Für jene Erzeugnisse, die nicht von dritter Seite bezogen werden können, ist hingegen der Wert vom Absatzmarkt abzuleiten
- Für alle Handelswaren und Lagerüberbestände ist nach der doppelten Maßgeblichkeit sowohl auf einen niedrigeren Preis des Beschaffungs- als auch des Absatzmarktes abzustellen

Als Börsenpreis gilt dabei der an der Börse festgestellte Preis, wenn entsprechende Umsätze dort ausgeführt wurden. Marktpreis ist derjenige Preis, der an einem Handelsplatz für Waren einer vergleichbaren Gattung von durchschnittlicher Art und Güte zu einem bestimmten Zeitpunkt erzielt wurde. Der so ermittelte Preis ist der Ausgangswert, der mit Zuschlägen für Anschaffungsnebenkosten und mit Abschlägen für Preisnachlässe den bilanziellen Wert darstellt.

### Beispiel
In der Sanitärbranche kann eine Ware als besonders schwer oder unverkäuflich angesehen werden, wenn der Artikel zwei Jahre nicht gehandelt wurde. Vergleichbares gilt, wenn das Wirtschaftsgut eine Lieferreichweite von mehr als 24 Monaten hat. Wenn also bei einem Lagerbestand von 5.000 Stück ein Wareneinsatz von nur 500 Stück im Jahr erzielt werden kann, dann gilt dieses Erzeugnis als potentieller Ladenhüter. Wegen des Kostensatzes für die Lagerhaltung auf das bevorratete Vermögen ist der Aufwand für die gelagerte Handelsware umso höher, je länger diese unverkauft bleibt. Hinzu kommt noch ein möglicher Abwertungsbedarf für Qualitätsverluste und Geschmackswechsel.

## Steuerrecht
Für Gegenstände des Umlaufvermögens sind steuerlich lediglich Teilwertabschreibungen zulässig, da sich der Wert des Umlaufvermögens in der Regel nicht durch Zeitlauf und definitionsgemäß nicht durch Nutzung mindert, womit ein planmäßiger Wertverlust jedenfalls ausbleibt. Voraussetzung für die steuerliche Abschreibung ist eine voraussichtlich dauernde Wertminderung, die beispielsweise durch Beschädigung oder auch neue Technologien eintreten kann. Saisonale Schwankungen im Absatzmarkt sind somit in der Regel noch kein Grund für die Abschreibung.
Die unterschiedliche rechtliche Handhabung führt dazu, dass Kaufleute häufig keine Einheitsbilanz aufstellen können, sondern zum einen eine Handelsbilanz und für steuerliche Zwecke eine Steuerbilanz erstellen müssen.

## Rechtsstand und Änderungen durch das Bilanzmodernisierungsgesetz
Dieser Artikel berücksichtigt die Änderungen durch das BilMoG. Vorher durften handelsrechtlich Wertminderungen in den Folgejahren beibehalten werden, wenn der Wert wieder gestiegen war. In der Neufassung des § 253 Abs. 5 HGB ist das nun nicht mehr möglich. Außerdem dürfen keine Abschreibungen nach vernünftiger kaufmännischer Beurteilung aufgrund von Wertschwankungen mehr vorgenommen werden.